# AS Sogara
O AS Sogara é um clube de futebol Gabônes com sede em Port-Gentil

## História
O Clube foi fundado no ano de 1958.Em termos de resultados, o AS Sogara é de longe o melhor time de futebol do Gabão. De fato, desde 7 de dezembro de 1986, quando ele perdeu o retorno final da Taça dos Vencedores das Taças Africanas contra o Nacional Egípcio Al-Ahly (vitória do Sogara em Libreville 2-0, mas derrota do Sogara no Egito 0-3), nenhuma equipe fez melhor do que a do capital econômico.

## Títulos
- Recopa Africana: 0

Viçe Campeão (1): 1986
- Campeonato Gabonês: 6

1984, 1989, 1991, 1992, 1993, 1994
- Copa Gabão: 1

1985
Vice-Campeão (1): 1984
- Supercopa do Gabão: 0

Vice-Campeão (1): 1994